# M/S Ylva
M/S Ylva är en passagerarfärja byggd 1989 på Oskarshamns varv AB i Oskarshamn för Styrsöbolaget. Färjan trafikerar Västtrafiks linjer i Göteborgs södra skärgård.
Ny huvudmaskin, av fabrikat Caterpillar 3508, 1.014 hk, 745 kW, installeras vid Ö-varvet AB, Öckerö.

## Incident tisdagen 13 september 2011
Vid passage av Köpstadsö kl. 15.10, på tur mellan Vrångö och Saltholmen med 52 passagerare ombord, går brandlarmet, varpå man konstaterar rökutvecklingen från maskinrummet. Vid kontroll ser man öppna lågor från SB HJM, vilket man släcker med en handbrandsläckare sedan man skiftat över strömmen till BB HJM. Ingen ombord kommer till skada, men man evakuerar för säkerhets skull samtliga passagerare vid Asperö östra där Rivö hämtar för vidare transport till Saltholmen. Ylva ligger kvar för inspektion innan man kl. 16.10 lämnar för tomtur till Saltholmen. Vid inspektionen visar det sig att maskinen skurit och man går senare till Ö-varvet AB för byte av maskin.